# Herb gminy Borki
Herb gminy Borki – jeden z symboli gminy Borki, autorstwa ks. Pawła Dudzińskiego, ustanowiony 20 czerwca 2012.

## Wygląd i symbolika
Herb przedstawia na tarczy w polu czerwonym czaplę srebrną (białą) z dziobem i nogami, prawą nogę wspartą o wieżę srebrną (białą) z trzema oknami, dwoma od góry i jednym od dołu, oraz czarnym dachem. Czerwień pola tarczy nawiązuje do dominującej barwy polskich herbów szlacheckich oraz do jej krajobrazu kulturowego, a wieża do miejscowego zabytku architektury - wieży pałacu w Borkach, wzniesionego w XIX wieku przez Jaźwińskich - ówczesnych właścicieli wsi. Natomiast czapla do rezerwatu czapli srebrnej znajdującego się w Olszewnicy.